# Monte Alegre do Piauí
Monte Alegre do Piauí est une municipalité brésilienne située dans l'État du Piauí.

## Communes limitrophes
|         | Bom Jesus             |                      |
| Gilbués | Monte Alegre do Piauí | Redenção do Gurguéia |
| Gilbués | Gilbués               |                      |